# Kraftwerk Kiisa
Das Kraftwerk Kiisa ist ein kalorisches Reservekraftwerk, das für den  Betrieb mit Erdgas und leichtes Heizöl ausgelegt ist. Es liegt in der Nähe der kleinen Gemeinde Kiisa in der Landgemeinde Saku, die estnische Hauptstadt Tallinn liegt 25 km entfernt.
Als Reservekraftwerk ist es nicht für die permanente Stromerzeugung ausgelegt, sondern wird für Netzausfälle und Stromengpässe vorgehalten, deswegen wird das Kraftwerk vom estnischen Übertragungsnetzbetreiber Elering betrieben, der auch Eigentümer des Kraftwerkes ist. Der erste Kraftwerksblock hat eine installierte Leistung von 110 MW und besteht aus elf Dieselgeneratoren vom Typ Wärtsilä 20V34DF. Der zweite Kraftwerksblock hat eine installierte Leistung mit 140 MW bestehenden aus 14 Dieselgeneratoren.
Durch den Einsatz von Dieselgeneratoren mit einer Leistung von je 10 MW ist es in der Lage vergleichbar schnell und innerhalb von 10 Minuten volle Leistung zu erreichen, durch seinen hohen Automatisierungsgrad ist dafür die Anwesenheit von ständigem Personal vor Ort nicht notwendig. Direkt neben dem Kraftwerk befindet sich das Umspannwerk Kiisa, das den Anschluss an das estnische Übertragungsnetz mit 110 kV und 380 kV ermöglicht und darüber hinaus an die Stromtrasse Estlink1.